# HD94479
HD94479 — хімічно пекулярна зоря спектрального класу
A4 й має видиму зоряну величину в смузі V приблизно  8,3.